# مصر سفلی

نقشه مصر علیا و سفلی

مصر سفلی یا مصر پایین‌تر (به عربی: مصر السفلى) شمالی‌ترین بخش مصر است که با ورود نیل به دلتایش آغاز می‌شود و تا دریای مدیترانه امتداد می‌یابد. در زمان حاضر، محدوده آغاز این منطقه حاصلخیز را می‌توان از شهر دهشور، در جنوب قاهره، دانست.
مصر سفلی با نام «تا-مهو» (Ta-Mehu)، به معنای «سرزمین پاپیروسها»، نیز شناخته می‌شد. این سرزمین در گذشته به بیست منطقه کوچکتر با نام خره تقسیم شده بود که نخستین آن‌ها در دهکده‌ای در نزدیکی جنوب قاهره امروزین آغاز می‌شد. به دلیل آنکه مصر سفلی سرزمینی پوشیده با انواع بوته و پوشش گیاهی بود، تقسیم بندی میان خره‌های گوناگون چندین بار دستخوش دگرگونی شد.
به دلیل نزدیکی به مدیترانه، آب و هوای این منطقه ملایم‌تر از آب و هوای مصر علیا است. دمای هوا به ندرت بسیار بالا می‌رود و بارندگی فراوان است.
پایتخت مصر سفلی ممفیس بود. خدای نگهبان این شهر بوتو بود که به شکل مار کبرایی به نمایش در می‌آمد. مصر سفلی توسط تاج کوتاه و قرمز دشرت معرفی می‌شد و از جمله نمادهای آن پاپیروس و زنبور بوده‌اند.